# Qui Christi Domini

Mappa delle circoscrizioni ecclesiastiche francesi, come stabilite dalla Qui Christi Domini

La Qui Christi Domini è una bolla pontificia emanata da papa Pio VII il 29 novembre 1801.

## Contenuto
In seguito al concordato ratificato il 15 luglio 1801, il governo francese, guidato da Napoleone Bonaparte, e la Santa Sede raggiunsero un accordo circa le circoscrizioni ecclesiastiche della repubblica francese.
In base all'articolo 58 del concordato, la mappa ecclesiastica della Francia prevedeva l'istituzione di 10 arcidiocesi o sedi metropolitane e 50 diocesi suffraganee.
Con la bolla Qui Christi Domini Pio VII, d'un sol colpo, soppresse le 157 diocesi dell'Ancien Régime, esistenti al momento della promulgazione della costituzione civile del clero (1790), comprese nel territorio della Francia, della Corsica e delle zone adiacenti (oggi Belgio, Paesi Bassi e Germania), che costituivano la prima repubblica; ed istituì le 60 previste dal concordato, organizzate territorialmente in conformità alle disposizioni degli annessi dell'articolo 58, ossia facendo coincidere i confini delle stesse con i dipartimenti francesi, istituiti nel 1790.
Le disposizioni emanate con questa bolla rappresentano un unicum nella storia ecclesiastica. Infatti, mai un papa aveva soppresso tutte le diocesi di una nazione o di un regno; e mai aveva osato chiedere a tutti i vescovi di dimettersi. Molti vescovi rifiutarono di dimettersi e per questo furono deposti d'autorità dalla Santa Sede; il malcontento generato da queste disposizioni dette origine, nei territori della Francia e del Belgio, ad uno scisma noto con il nome di Petite Eglise, che si dissolse nel corso dell'Ottocento.

## La nuova organizzazione ecclesiastica
Fra le antiche sedi diocesane, 58 furono contestualmente ristabilite dalla medesima bolla pontificia, la quale erigeva anche due nuove diocesi: Aquisgrana e Versailles.
Delle 23 sedi metropolitane preesistenti, solo 10 furono ristabilite come tali, come deciso dal concordato; 4 furono declassate a semplici diocesi (Cambrai, Treviri, Magonza e Avignone), mentre le altre 9 furono soppresse.

## Le sedi soppresse
Le diocesi soppresse con la bolla furono in tutto 99.
In realtà, le diocesi soppresse in via definitiva furono 65, e cioè:
- le arcidiocesi di Arles, Embrun e Vienne;
- le diocesi di Accia, Agde, Aleria, Alès, Alet, Apt, Auxerre, Avranches, Bazas, Betlemme, Béziers, Boulogne, Carpentras, Castres, Cavaillon, Chalon, Comminges, Condom, Couserans, Dax, Die, Dol, Ginevra, Glandèves, Grasse, Laon, Lavaur, Lectoure, Lescar, Lisieux, Lodève, Lombez, Mâcon, Mariana, Mirepoix, Narbona, Nebbio, Noyon, Oloron, Orange, Rieux, Riez, Sagona, Saint-Malo, Saint-Omer, Saint-Papoul, Saint-Paul-Trois-Châteaux, Saint-Pol-de-Léon, Saint-Pons-de-Thomières, Saintes, Sarlat, Senez, Senlis, Sisteron, Tolone, Toul, Tréguier, Uzès, Vabres, Vaison, Vence, Ypres.

A queste si devono aggiungere 29 diocesi, soppresse nel 1801, che furono ristabilite con la bolla Paternae charitatis del 6 ottobre 1822, in seguito ad un nuovo concordato tra il medesimo papa Pio VII ed il nuovo governo di Luigi XVIII. Queste diocesi sono:
- Aire, Albi, Auch, Beauvais, Belley, Blois, Châlons, Chartres, Fréjus, Gap, Langres, Le Puy-en-Velay, Luçon, Marsiglia, Montauban, Nevers, Nîmes, Pamiers, Périgueux, Perpignano, Reims, Rodez, Saint-Claude, Saint-Dié, Sens, Tarbes, Tulle, Verdun, Viviers.

Infine, altre 5 diocesi, soppresse nel 1801, furono ristabilite successivamente al 1822. Queste diocesi sono:
- Saint-Jean de Maurienne (1825), Tarantasia (1825), Bruges (1834), Roermond (1853), Anversa (1961).